# N.T. Wright

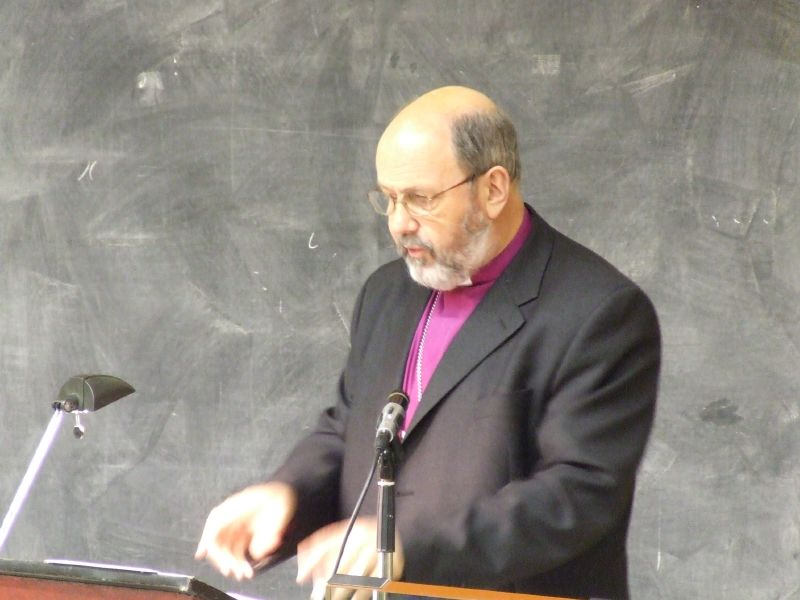
N.T. Wright på en konferens 2007

Nicholas Thomas "Tom" Wright (född 1948) är biskop emeritus i Engelska kyrkan och en av Storbritanniens ledande forskare på Nya testamentet. Hans akademiska verk publiceras under namnet N.T. Wright medan hans mer lättillgängliga böcker publiceras under hans mer informella tilltalsnamn Tom. Wright var biskop av Durham mellan 2003 och 2010.
Wright är involverad i den rörelse som i debatten kallas "Tredje jakten på den historiske Jesus" och "Det nya perspektivet på Paulus" (en komplex rörelse innefattande olika ståndpunkter från bl.a. James Dunn och E. P. Sanders). Wright menar att man för att förstå Jesus måste använda det som historikerna berättar om första århundradets judendom och kristendom, och att det alltså är omöjligt att förstå Jesus och Paulus om man tolkar Bibeln utifrån nutidens perspektiv. Förståelse av Bibelns budskap kräver alltså, enligt Wright, beroende av inblick i dåtidens språkbruk och kultur genom kulturhistorisk forskning. Han är populär inom den postmoderna kyrkorörelsen Emerging Church, men är snarare kritisk realist än postmodernist.
Wright har skrivit över 30 böcker. Under tiden som biskop i Durham var han även professor i nytestamentliga studier vid Oxfords universitet, och biträdande professor i Nya Testamentets språk och litteratur vid McGill-universitetet i Montréal. Numera är han 'Research Professor of New Testament and Early Christianity' vid St Mary's College på University of St Andrews i Skottland, vilket gett honom större möjlighet att resa och fokusera på akademisk forskning.

## Utbildning

### Oxford
Oxford, Exeter College (från 1975 Merton College)
- 2000 D.D. (teologie doktor)
- 1981 D.Phil. (filosofie doktor). Ämne: Messias och Guds folk: En studie av paulinsk teologi med särskilt hänseende till argumentationen i Romarbrevet. Handledare: Professor G.B. Caird)
- 1975 M.A. (filosofie magister)
- 1973 B.A. (filosofie kandidat) i teologi
- 1971 B.A. (kandidatexamen) i klassiska studier

### Sedbergh School, 1962–68
- Inriktning på klassiska studier

### Yrkesutbildning och vigningar
- 2003 Biskopsvigdes
- 1976 Prästvigdes
- 1975 Vigd till diakon
- 1971–3 Wycliffe Hall, Oxford